# Таваккал
Таваккал — газоконденсатное месторождение в Узбекистане. Расположено в Кашкадарьинском вилояте. Открыто в марте 2010 года.
Газоносность связана с отложениями юрского возраста. Начальный запас газа ещё не оценён.
Оператором месторождения является СП Гиссарнефтегаз. СП Гиссарнефтегаз входит узбекская компания Узбекнефтегаз и швейцарская компания Zeromax.